# Pir (gmina)
Pir – gmina w Rumunii, w okręgu Satu Mare. Obejmuje miejscowości Pir, Piru Nou i Sărvăzel. W 2011 roku liczyła 1614 mieszkańców.